# NGC 424
NGC 424 (również PGC 4274) – galaktyka spiralna z poprzeczką (SB0-a), znajdująca się w gwiazdozbiorze Rzeźbiarza. Odkrył ją John Herschel 30 listopada 1837 roku. Należy do galaktyk Seyferta.